# Porsche 918
La Porsche 918 Spyder è un'automobile a motore centrale progettata e costruita da Porsche, presentata al pubblico come concept car in occasione del salone dell'automobile di Ginevra nel marzo 2010 e, in veste definitiva, nel 2013 ad Atlanta.
È il primo veicolo ibrido progettato dalla casa automobilistica tedesca. Fin dall'inizio destinata a una produzione di serie in un numero ridotto di esemplari (918), la produzione è terminata nel 2015; il numero maggiore di esemplari è stato destinato al mercato statunitense.

## Caratteristiche tecniche

### Motore

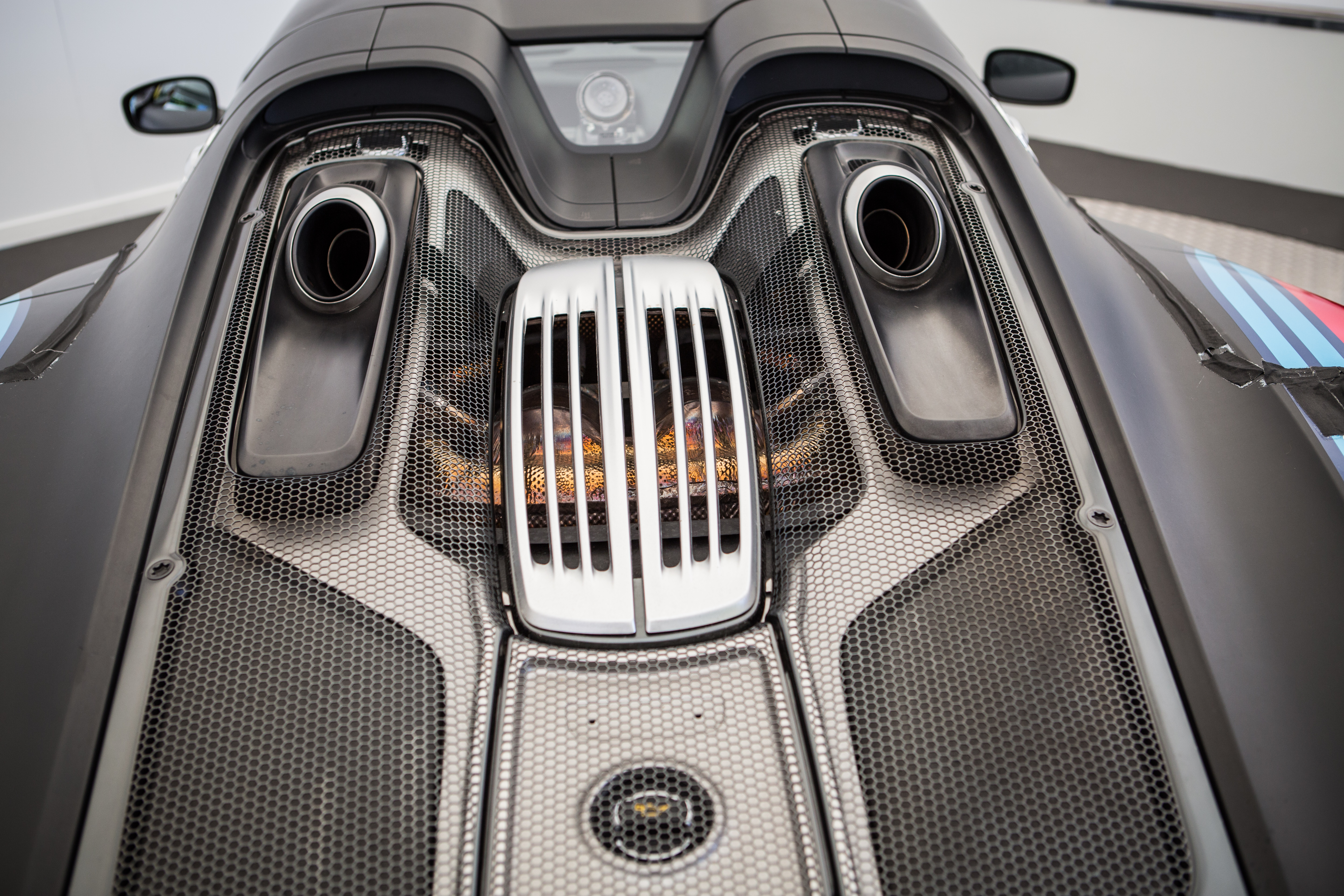
Dettaglio del cofano motore posteriore di una 918; notare la coppia di scarichi posti sopra il motore e poco oltre il rollbar

La 918 è una vettura ibrida a trazione integrale, combina la spinta fornita da un motore V8 endotermico collocato in posizione posteriore centrale e di 2 motori elettrici posti rispettivamente uno sull'asse anteriore e uno sull'asse posteriore. Il motore V8 a ciclo Otto è uno sviluppo del propulsore da corsa utilizzato sullo Sport Prototipo Porsche RS Spyder di classe LMP2, da cui è derivata questa versione stradale da 4,6 litri di cilindrata che mantiene la lubrificazione a carter secco, sviluppa una potenza massima di 447 kW (608 CV) a 8700 giri al minuto.
Il motore elettrico posteriore garantisce 115 kW (156 CV), mentre quello sull'asse anteriore da 95 kW (129 CV), offrendo quindi altri 210 kW (285 CV), per una potenza totale in combinata di 893 CV e di 1275 Nm di coppia massima. Il sistema di accumulo di energia è una batteria a ioni di litio, raffreddata a liquido e posizionata dietro la cellula dell'abitacolo. I motori elettrici, lavorando come generatori elettrici in fase di frenata, permettono il recupero dell'energia cinetica durante il rallentamento riducendo i consumi e le emissioni di CO2.

### Telaio e corpo vettura

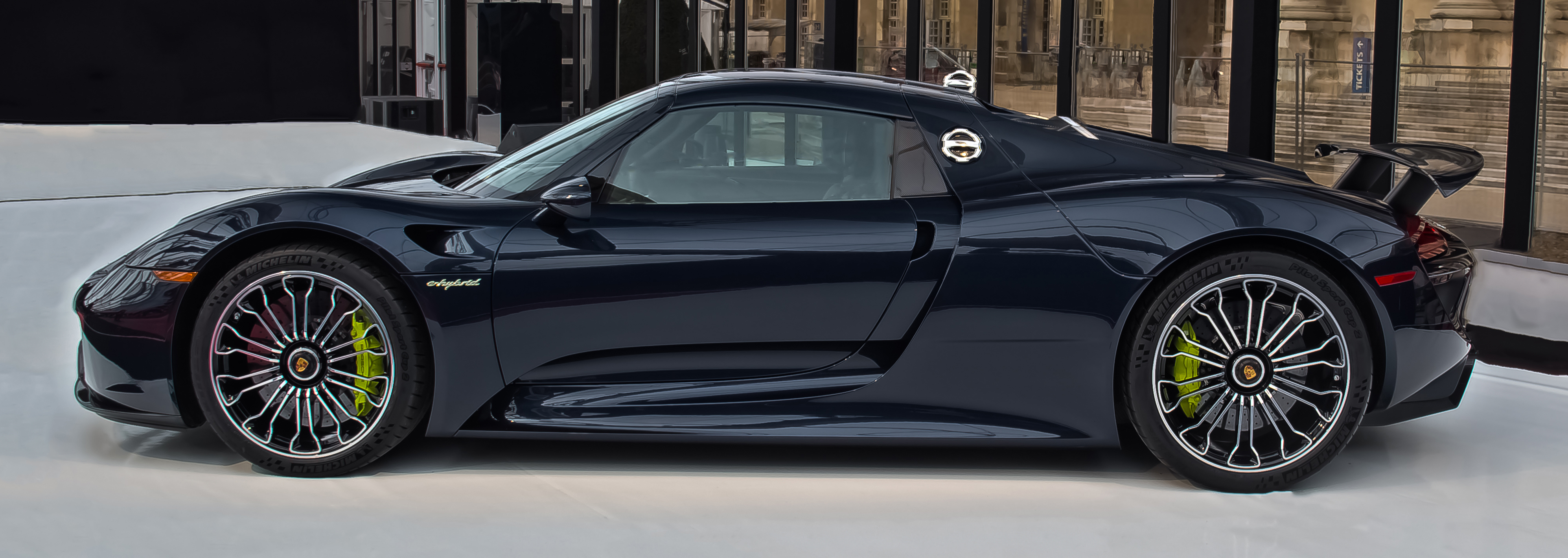
Vista laterale di una 918 Spyder

Il telaio è composto in parte da una monoscocca in plastica rinforzata con fibra di carbonio; è inoltre costituito da acciai alto-resistenziali e alluminio.
Nonostante l'utilizzo di materiali compositi e la presenza di materiali leggeri, il peso dichiarato del modello base (senza pacchetti aggiuntivi) è di 1700 kg.
La trasmissione è un cambio a doppia frizione a 7 marce. Un motore elettrico guida le ruote anteriori direttamente attraverso un differenziale ed un rapporto di trasmissione fisso, mentre il secondo motore elettrico (montato tra motore e cambio) è collegato alla trasmissione e fornisce energia supplementare alle ruote posteriori.

### Prestazioni
La 918 Spyder in modalità ibrida raggiunge i 100 km/h da ferma in 2,7 secondi (la vettura è dotata di trazione integrale), da 0 a 200 km/h in 7,3 secondi e da 0 a 300 km/h in 19,9 secondi. La velocità massima è di 345 km/h. In modalità esclusivamente elettrica, la vettura impiega 6,2 secondi per andare da 0 a 100 km/h, raggiunge una velocità massima di 150 km/h e ha un'autonomia di 29 km.
La vettura offre 5 diverse modalità di funzionamento: E-Drive consente all'auto un funzionamento con alimentazione a batteria automatica, usando il motore elettrico posteriore. Vi sono anche quattro modalità ibride (Hybrid, Sport Hybrid, Race Hybrid e Hot Lap), a seconda che si richieda più autonomia di percorrenza o maggiori prestazioni. La vettura, in una versione specifica studiata per l'uso su tracciato, ha fatto registrare un tempo di 6:57 minuti sul circuito del Nürburgring, tempo che, fino a quel momento, rappresentava uno dei più veloci per un'auto di serie.

### 918 Pacchetto Weissach

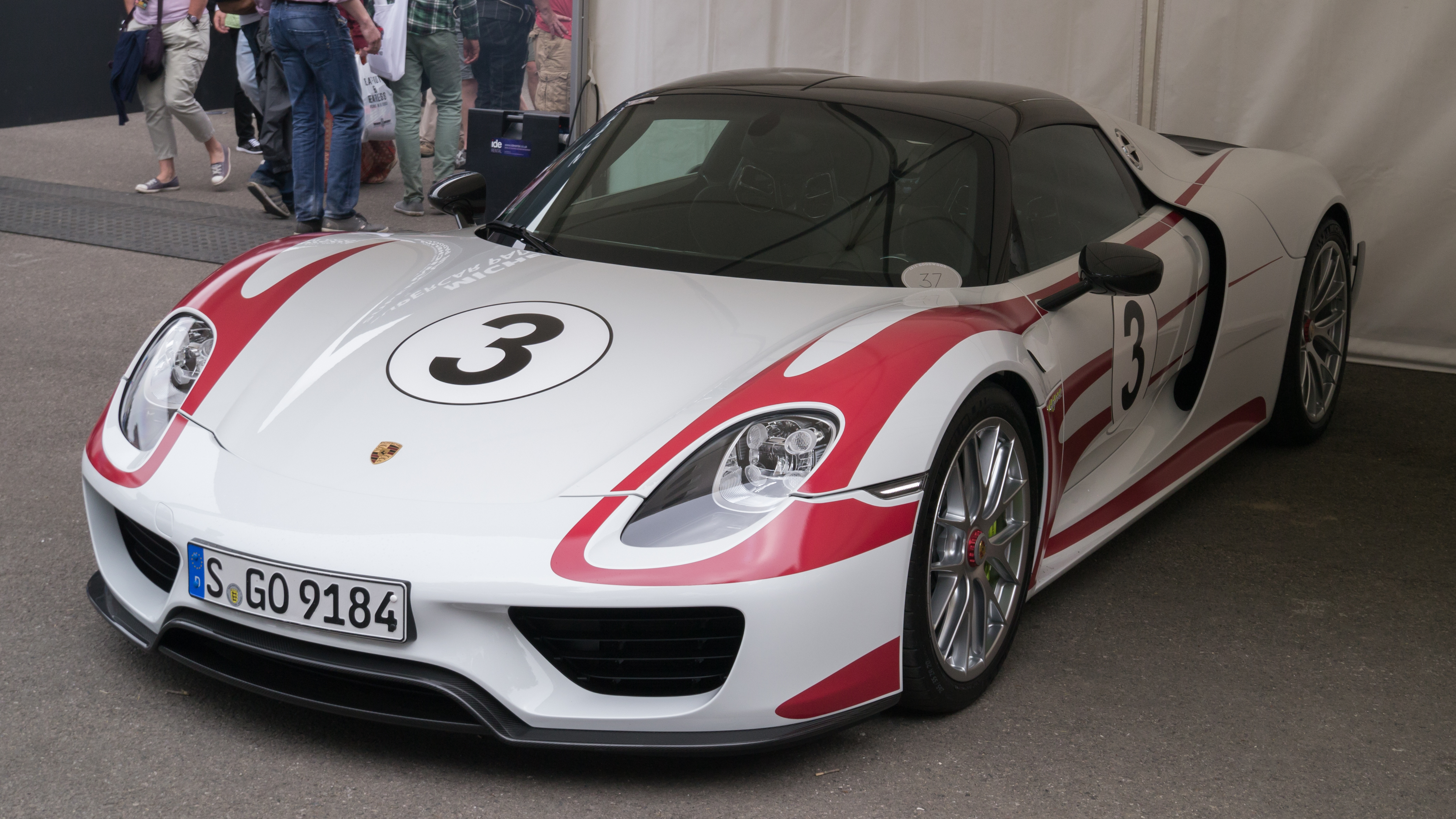
Porsche 918 Spyder con Pacchetto Weissach

La Porsche 918 Spyder può essere equipaggiata con il pacchetto opzionale Weissach che rende la vettura più leggera e più prestazionale. La 918 Spyder perde 36 kg attraverso la rimozione del sistema di ricarica rapida, diversi tappeti, rivestimenti delle porte, il cassettino porta oggetti e le tasche. La vernice, su alcune parti del veicolo è sostituita da una pellicola. Alcune parti in alluminio o acciaio sono sostituite con parti in magnesio come ad esempio per ruote, in titanio o in carbonio.

## Attività sportiva

### 918 RSR

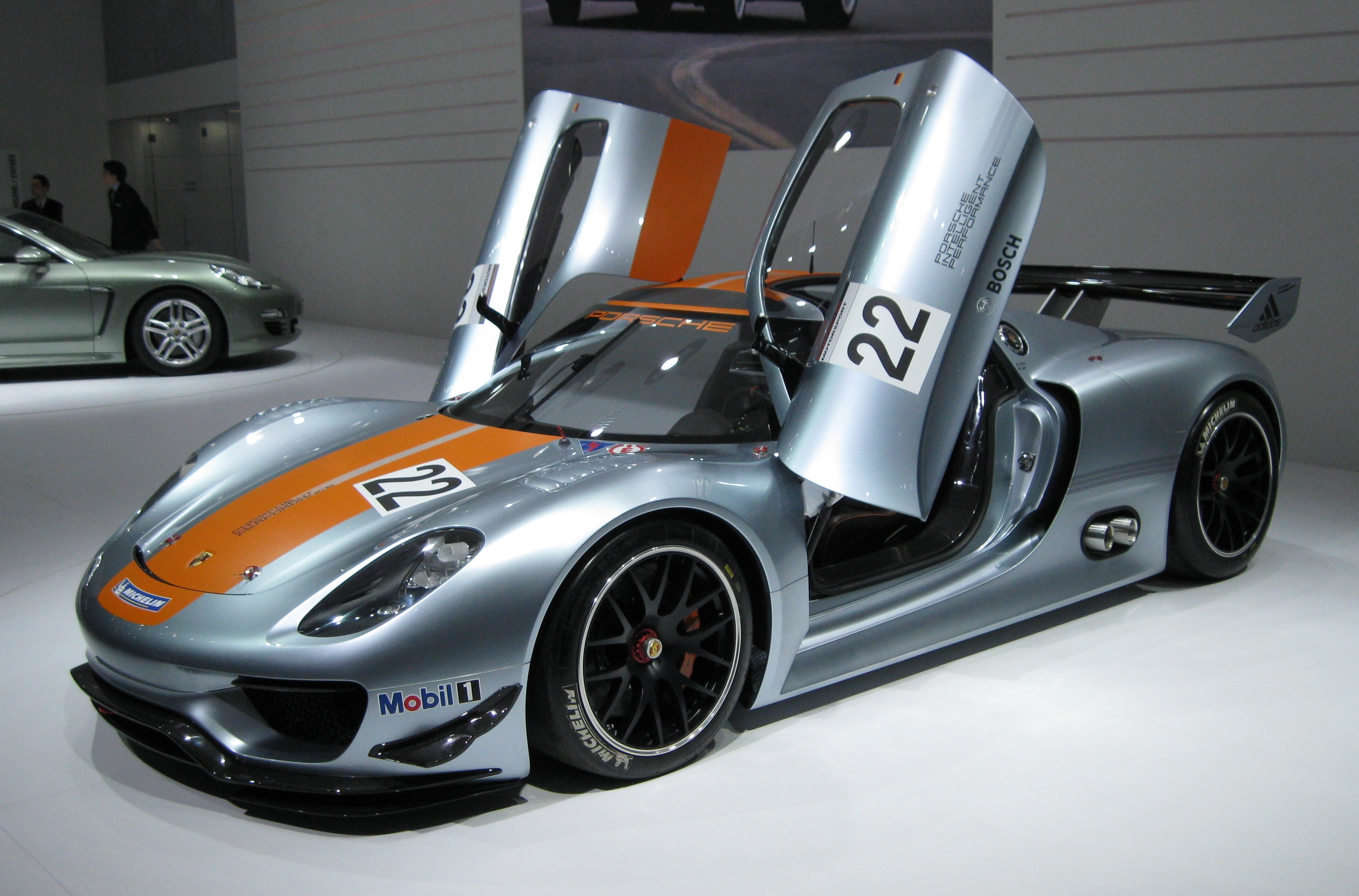
918 RSR

Della 918 è stata realizzata una versione da competizione denominata RSR, presentata in anteprima internazionale al North American International Auto Show di Detroit del 2011. Costruita per essere impiegata alla 24 ore del Nurburgring del 2011, la vettura anziché utilizzare un sistema plug-in con tecnologia ibrida, usa un sistema KERS che è alloggiato accanto al conducente nell'abitacolo. Questa unità è composta da un volano che ruota a 36.000 giri/m sfruttando l'energia della frenata e che poi, a richiesta fornisce l'energia accumulata ai 2 motori elettrici che erogano un'ulteriore potenza di 102 CV (76 kW) sull'asse anteriore. La potenza totale sviluppata è di 767 CV, 563 generati dal motore 3.4 litri V8 a benzina e 204 dalle due unità elettriche anteriori.

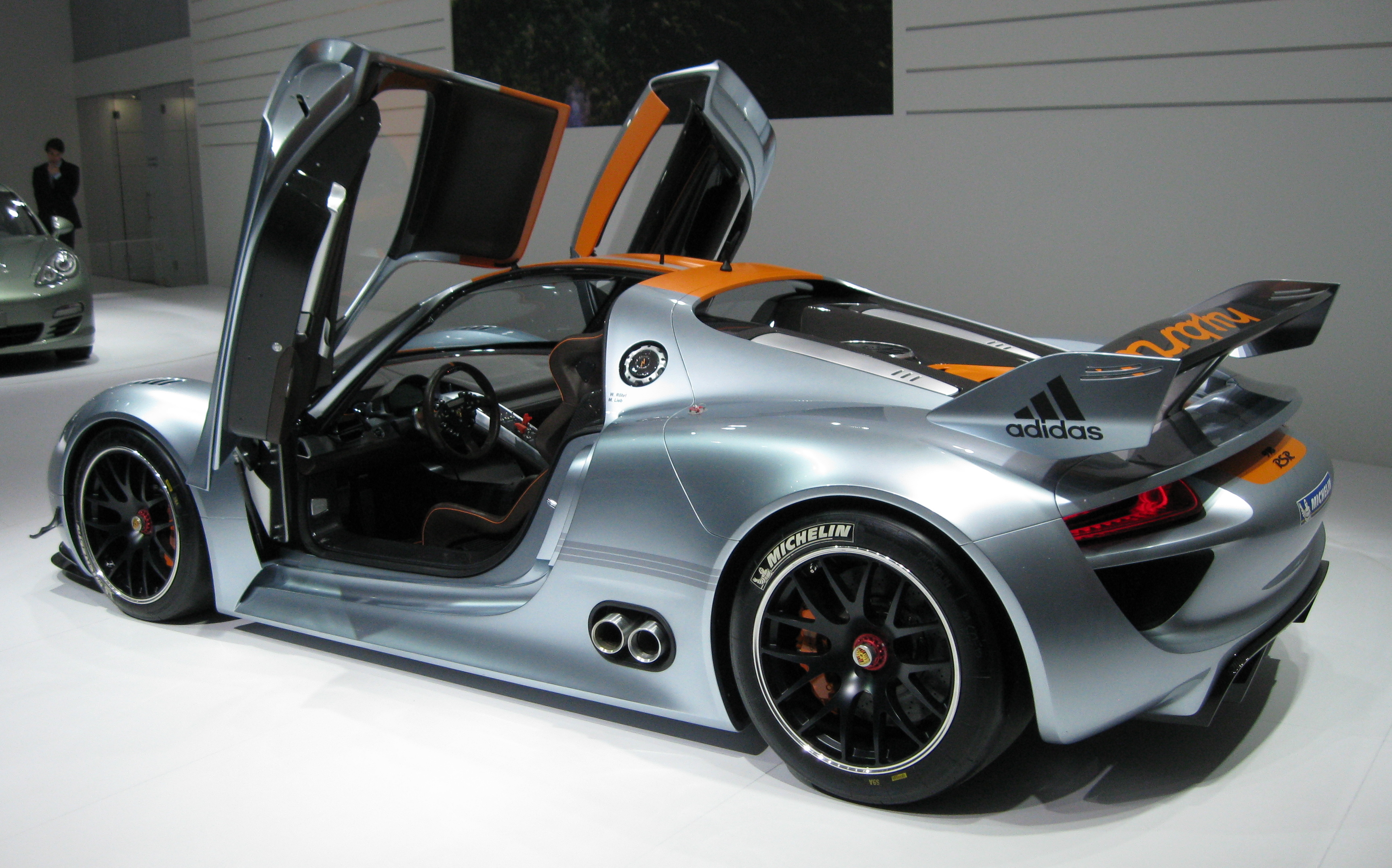
Vista laterale della 918 RSR

A livello di estetica e carrozzeria la RSR ha importanti differenze rispetto alla 918 Spyder. Le porte sono ad apertura a "forbice", ha un tetto fisso, un grande spoiler posteriore di tipo fisso, e frontale con varie appendici aerodinamiche supplementari. È dotata inoltre di ruote da 19 pollici a dado centrale unico. La carrozzeria è verniciata di un particolare tonalità di grigio chiamato "Blue Liquid Metal", ed essa è attraversata da una striscia arancione lungo tutta la sua lunghezza, colore che compare sulle pinze dei freni e sulla scritta "Hybrid" sul parafango posteriore.
L'interno si distingue per essere molto spoglio. Nel sedile del passeggero c'è l'accumulatore del volano del sistema ibrido, e la console centrale è dotata di interruttori a bilanciere invece di uno schermo touch come sulla 918 Spyder.